# アッパーサーフェスブローイング
アッパーサーフェスブローイング (Upper Surface Blowing, USB) は、航空機の翼上面に気流を流して、揚力を増強する方法。(境界層制御) 一部のSTOL機で採用、または研究されている。

## 概要
ジェットエンジンの排気を主翼の上面に沿うように噴出させ、フラップに沿って下方に流すことで揚力を増大させる。ジェット排気がフラップに沿って流れるこの現象は、コアンダ効果と呼ばれる。一種の推力偏向ともいえる。主翼の上面とフラップのジェットエンジンの排気が流れる部分は耐熱化されている。
通常、航空機はその推力を最大限に生かすため、ジェット排気が機体にかからないような構造になっている。しかしUSB方式の場合、あえてジェット排気を翼上面に沿わせることで、速度に比して大きな揚力を生むことが出来る。このことは、短い距離で離陸可能であること、また搭載重量にも余裕が生まれることなどの点で有利である。しかし一方で、構造上エンジン排気が翼断面によってふさがれるため、推力としては排気を半分程度しか生かすことができず、巡航時の推力の面で不利である。

## 採用機

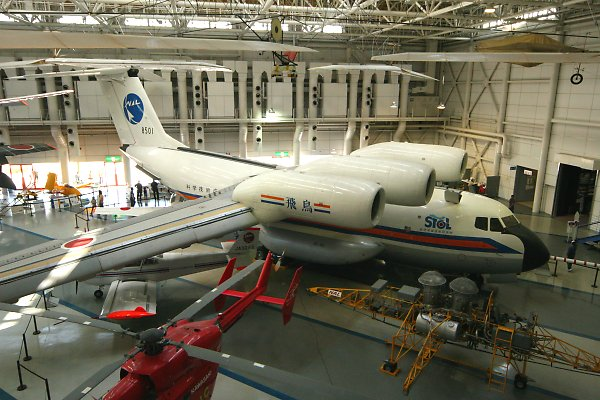
飛鳥
（岐阜かかみがはら航空宇宙博物館）

USBを採用した航空機は、排気が流れるよう主翼前上部にエンジンが置かれた特徴的な外見をしている。
アメリカ合衆国
ボーイング YC-14STOL実験機
日本
航空宇宙技術研究所（NAL, 現JAXA） 飛鳥STOL実験機
ソ連・ウクライナ
アントノフANTK An-72/74
いずれも輸送機ないし貨物機である。